# 문장규
문장규(文章圭, 1963년 1월 15일~)는 대한민국의 무도가이다. 최영의가 설립한 국제공수도연맹 극진회관의 관장이다.

## 출생과 삶
문장규는 일본 도쿄도 분쿄구에서 태어났다. 부친 문병철은 제주도 출신이며 모친 이연형은 치바현에서 태어났다. 가지와라 잇키의 만화 공수도 바보 일대를 읽고 1976년 극진회관에 입문하게 된다.

## 경력
1980년 17세에 제12회 전일본 대회에 첫 출전 4위 입상.
1981년 제13회 전일본대회 3위.
1982년 제14회 전일본대회 3위.
1983년 제15회 전일본대회 8위.
1984년 제3회 전 세계대회 3위.
1985년 제17회 전일본대회 우승.
1986년 백인조수 완수, 제18회 전일본대회 우승.
1987년 제4회 전세계 대회에서 우승.
1992년 본부 직할 아사쿠사 도장 개설.
1994년 최영의 총재의 생전의 유지에 근거해 관장에 취임.

## 가족 관계
- 아버지 : 문병철
- 어머니 : 이연형(李年珩)
- 배우자 : 한행음
  - 슬하 2녀

## 저서
- 我が燃焼の瞬間: 極真カラテ 空手に燃えた青春の足跡 ISBN 978-4262143767
- 極真新たなる歩み ISBN 978-4893741288

## 같이 보기
- 극진회관
- 최영의